# منصوری (تفت)
منصوری (تفت)، روستایی از توابع بخش نیر شهرستان تفت در استان یزد ایران است.

## جمعیت
این روستا در دهستان گاریزات قرار دارد و براساس سرشماری مرکز آمار ایران در سال ۱۳۸۵، جمعیت آن ۷۰ نفر (۲۴خانوار) بوده‌است.